# Эргометрин
Эргометрин (от фр. ergot — спорынья и греч. μηρα — матка), также эргобазин, эргоновин, — психоактивное вещество семейства лизергамидов, является одним из алкалоидов спорыньи.

## Свойства
Белый кристаллический порошок без запаха; мало растворим в воде и спирте. Эргометрин является одним из главных алкалоидов спорыньи. Сильнее и быстрее, чем другие алкалоиды, действует на мускулатуру матки, повышая её тонус и увеличивая частоту сокращений.

## Показания к применения
Маточное кровотечение: после ручного отделения последа, ранние послеродовые, послеоперационные (кесарево сечение, миома матки), постабортные (в том числе кровянистые выделения). Замедленная инволюция матки в послеродовом периоде.

## Дозировка
П/к, в/м, в/в или непосредственно в стенку тела матки (после кесарева сечения) или в шейку матки
(после прерывания беременности) — 200—500 мкг.
- Внутрь, по 200—400 мкг 2—3 раза в сутки.

Максимальная доза для однократного приема внутрь — 1 мг;
максимальная суточная доза внутрь — 2 мг
- парентерально — 0.5 мг

максимальная суточная доза парентерально — 1 мг;
- Парентеральное введение можно чередовать с приемом внутрь.

## Противопоказания
- Категорически

Гиперчувствительность, эклампсия и преэклампсия, окклюзионные заболевания коронарных и периферических сосудов, тяжелый синдром Рейно, беременность, роды (I—II периоды), период лактации
- C осторожностью

Роды (III период), ранний послеродовой период (опасность повышения АД), сердечно-сосудистые заболевания (в том числе артериальная гипертензия, ИБС,стеноз митрального клапана, веноатриальный шунт, положительный тест с эрготамином (в том числе в анамнезе при диагностике коронароспазма), изменения на ЭКГ:изменения сегмента S-T во время физической нагрузки или болей в грудной клетке, увеличение продолжительности интервала Q-T на фоне болей в грудной клетке, в покое или при физической нагрузке), почечная/печеночная недостаточность, гипокальциемия (может снижаться стимулирующий эффект на миометрий), сепсис (может повышаться чувствительность к эффектам эрготамина).

## Побочные действия
брадикардия, коронарный вазоспазм.
При в/в введении
тошнота, рвота, гипертонус матки.
- Редко: аллергические реакции (в том числе анафилактический шок), диарея, заложенность носа, повышенная потливость, неприятный вкус во рту, головная боль, головокружение, шум в ушах, повышение АД,абдоминальная или эпигастральная боль, периферический вазоспазм (дозозависимый эффект); одышка.
- При длительном применении-симптомы эрготизма.

## Особые указания
Введение препарата следует производить только в условиях специализированного стационара, при строгом врачебном контроле АД,ЧСС, сократительной активности матки